# Pignus
Pignus Wesolowska, 2000 è un genere di ragni appartenente alla famiglia Salticidae.

## Distribuzione
Le tre specie oggi note di questo genere sono endemiche, due della Tanzania e una del Sudafrica.

## Tassonomia
Gli esemplari della specie tipo vennero descritti nel 1903 dai coniugi Peckham con la denominazione di Euophrys simoni; a seguito di uno studio della Wesolowska del 2000 sono assurti al rango di genere a sé.
A dicembre 2010, si compone di tre specie:
- Pignus lautissimum Wesolowska & Russell-Smith, 2000 — Tanzania
- Pignus pongola Wesolowska & Haddad, 2009 — Tanzania
- Pignus simoni (Peckham & Peckham, 1903) — Sudafrica